# Vepric

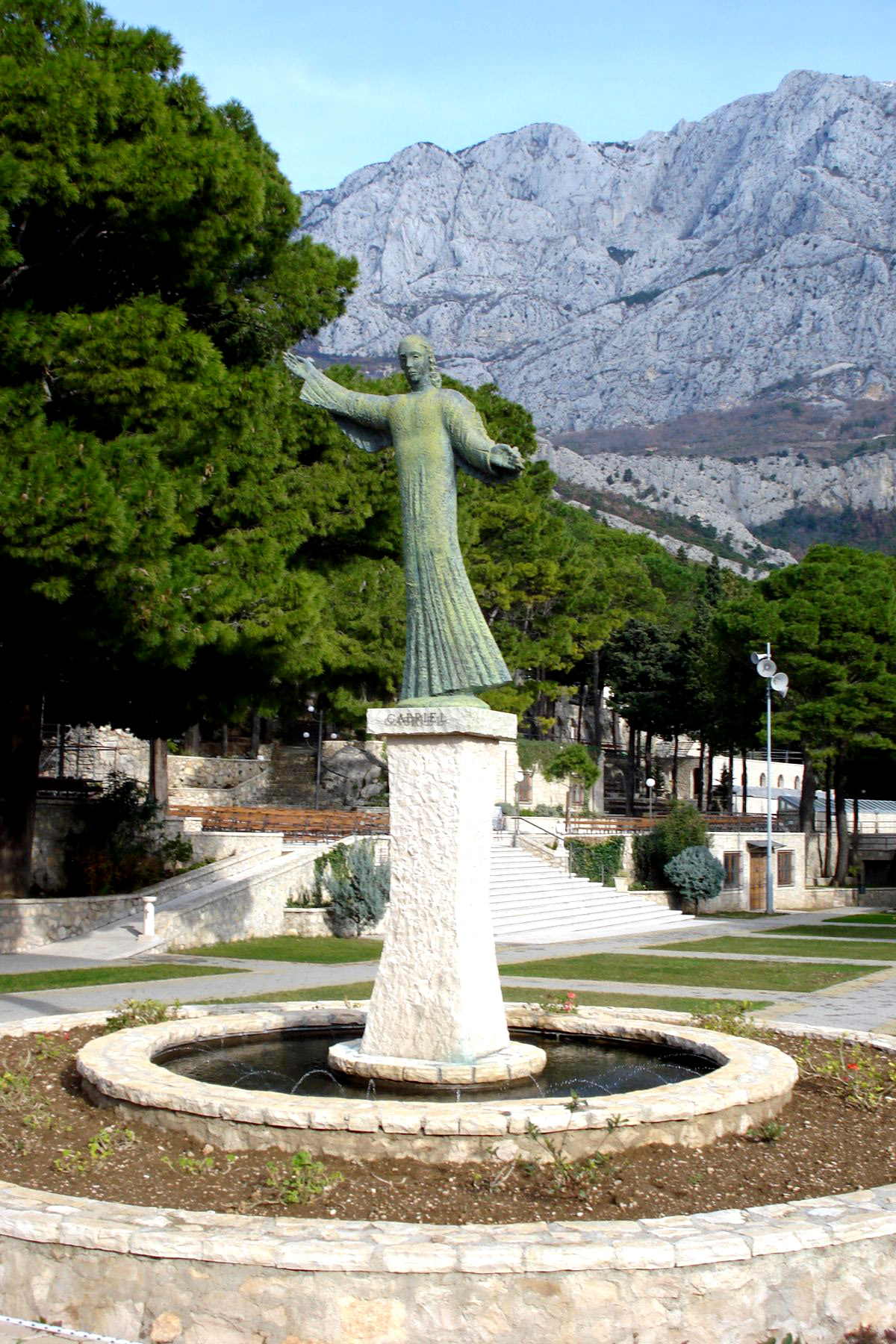
Estàtua de l'Arcàngel Gabriel a Vepric

Vepric és un santuari marià de Croàcia. Se situa al Comtat de Split-Dalmàcia, a uns dos quilòmetres al nord-oest de la ciutat de Makarska, al peu de la serralada de Biokovo. Es tracta d'un dels santuaris més visitats i més coneguts de la regió de Dalmàcia. Fou edificat el 15 d'octubre de 1908 arran de la voluntat del bisbe de Split-Makarska, Juraj Carić (que hi fou enterrat després de la seva mort), de crear un lloc de devoció a Vepric per a celebrar el cinquantè aniversari de l'aparició de la Verge Maria a Lorda tot seguint el model del santuari de la ciutat. S'hi celebren pelegrinatges importants l'11 de febrer, el 25 de març, el 15 d'agost i els 7 i 8 de setembre.